# Duc (entreprise)
Pour les articles homonymes, voir Duc (homonymie).
Duc est une entreprise française créé en 1990 spécialisée dans la production de volailles dont le siège social est à Chailley (Yonne).
L'entreprise a été rachetée par le groupe néerlandais Plukon en 2017.
Duc est un producteur européen de volailles (poulet et dinde) spécialisé dans la production, l’abattage, le conditionnement et la commercialisation de volailles élaborées, certifiées et standard.  Son principal concurrent est LDC (Le Gaulois, Maître CoQ, Loué...). Le groupe est implanté en France et en Bulgarie.

## Histoire

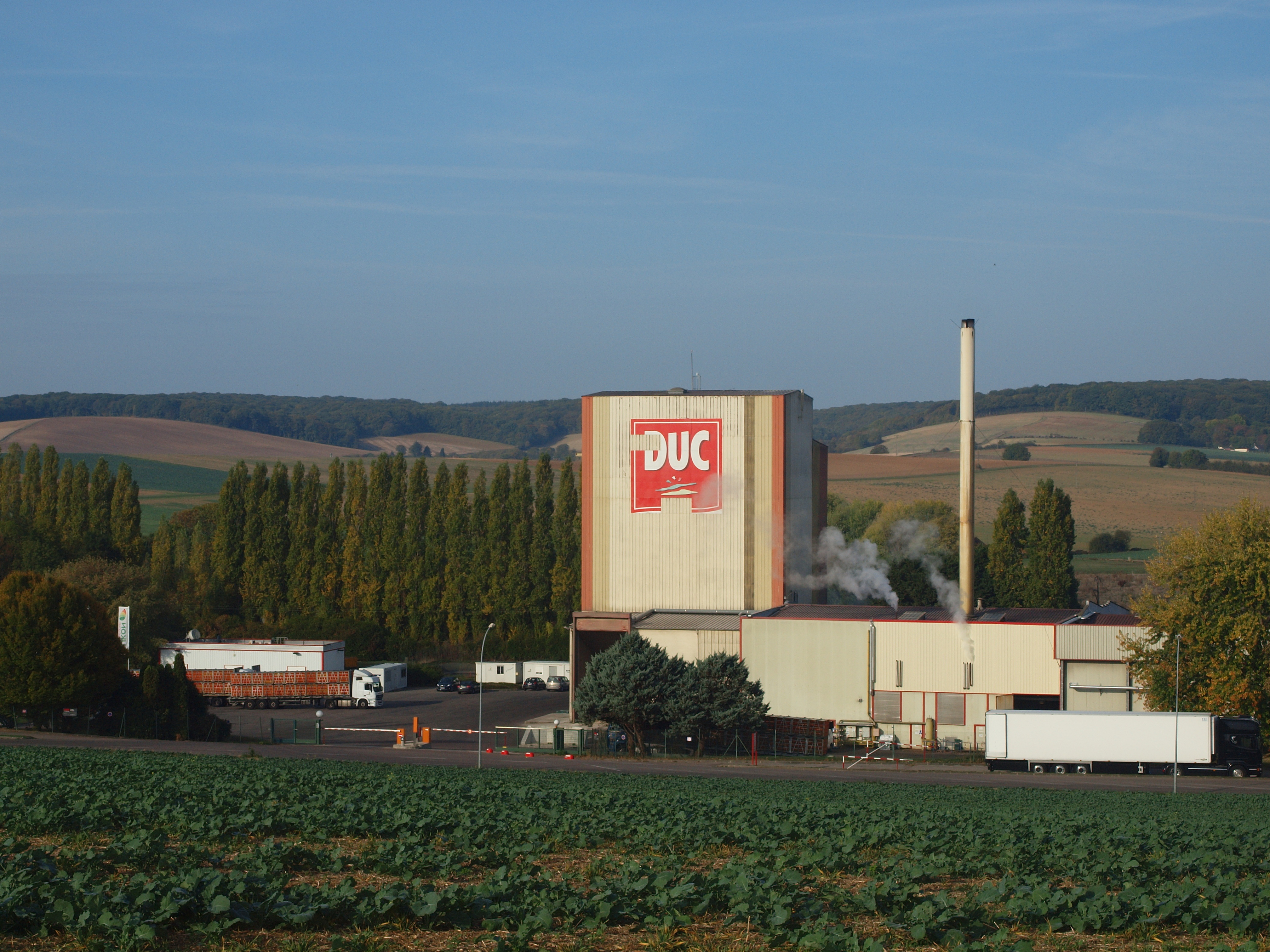
Usine DUC à Chailley (Yonne)

- 1990 : création de Duc par Gérard Bourgoin[2].
- 1995 : Duc est le premier producteur européen de volailles certifiées[4],[6] (poulet et dinde).
- 1997 : Duc entre en bourse[7].
- 2000 : reprise par Verneuil Finance à la suite du dépôt de bilan du groupe Bourgoin[8]
- 2011 : production de poulets bio[9]
- 2015 : condamnation pour entente commerciale[10]
- 2017 : rachat du groupe Duc par le groupe Plukon qui s'engage à conserver les 802 emplois, pour une durée garantie de quatre ans, dont les 360 à Chailley[11],[3]. Le titre est retiré de la bourse de Paris.

## Marché
Le positionnement de Duc se situe dans le haut de gamme avec un poulet certifié, entre le standard et le fermier Label rouge. 
Duc produit également des volailles bio, ainsi que des volailles halal. En 2012, Duc est sous traitant notamment pour Carrefour, Casino ; et Leclerc et Auchan proposent ses produits. Mais Duc reste peu connu du consommateur par rapport à d'autres marques comme Père Dodu ou Loué.

## Activité, résultat, effectif
En 2013, malgré une progression des ventes, les résultats financiers se dégradent du fait notamment de l'augmentation des coûts des aliments.
En 2015, le chiffre d'affaires du groupe baisse à 180,61 millions d'euros dans un marché fragile avec la fermeture de plusieurs pays aux produits français, notamment la Chine et l'Afrique du Sud à cause de cas de grippe aviaire.
Son chiffre d'affaires se répartit comme ainsi : 46,5 % découpes de poulets, 19,7 % découpes de dindes, 16,6 % poulets entiers et 17,2 % autres.
|                                        | 2014  | 2015 | 2016  | 2017  | 2018  | 2020  | 2021  | 2023 |
| -------------------------------------- | ----- | ---- | ----- | ----- | ----- | ----- | ----- | ---- |
| Chiffre d'affaires en millions d'euros | 183,4 | 177  | 136,6 | 136,7 | 150,5 | 171,7 | 194,5 |      |
| Résultat net en millions d'euros       | +0,1  | +0,2 | +0,2  | -11,6 | -12   | +3,28 | +1,96 |      |
| Effectif moyen annuel                  | 899   | 849  | 616   | 802   | 612   | 626   | nc    | 617  |

### Dirigeants
Présidents
- 2017-2023 : Peter Poortinga
- 2023- : Cornelis Kraijenoord, depuis le 7 avril 2023

Directeurs généraux
- 2017- : Damien Calandre, depuis le 6 janvier 2017

## Controverses
- Parmi une vingtaine d'autres volaillers[18] dont Doux Frais (ex-filiale de Doux SA)[19],[20], LDC (Loué, LeGaulois)[20], Gastronome[21](groupe Terrena), Duc a été sanctionné par l'Autorité de la concurrence pour entente dans le secteur de la commercialisation  de la viande de volaille sur la période de 2000 à 2007[6]. Le montant des amendes s'élève à 15,2 millions d'euros[18],[22].

- Les conditions réelles de leurs élevages intensifs sont dénoncées par l'association L214 dans une vidéo[23].